# Robert De Vestel
Robert De Vestel (* 5. Januar 1925; † 30. September 1997) war ein Szenenbildner und Artdirector.

## Leben
De Vestel begann seine Karriere im Filmstab 1965 beim Fernsehen, wo er zunächst an Fernsehserien wie Die Seaview – In geheimer Mission, The Green Hornet und Batman arbeitete. 1970 debütierte er beim Film und war in der Folge zumeist an Spielfilmproduktionen tätig, unter anderem an den Actionfilmen Dirty Harry und Kalter Hauch.
1974 war er für die Literaturverfilmung Tom Sawyers Abenteuer zusammen mit Philip M. Jefferies für den Oscar in der Kategorie Bestes Szenenbild nominiert, die Auszeichnung ging in diesem Jahr jedoch an den Filmklassiker Der Clou. 1977 erhielt De Vestel für den Science-Fiction-Film Flucht ins 23. Jahrhundert eine weitere Oscar-Nominierung, diesmal mit Dale Hennesy. Auch diese Auszeichnung konnte er nicht gewinnen, sie ging in diesem Jahr an den Politthriller Die Unbestechlichen.
Gegen Ende seiner Karriere kehrte De Vestel zum Fernsehen zurück, wo er bis Mitte der 1980er Jahre wirkte. Für den zweiteiligen Fernsehfilm Alice im Wunderland war er 1986 für einen Primetime Emmy nominiert.

## Filmografie (Auswahl)
- 1971: Dirty Harry
- 1972: Kalter Hauch (The Mechanic)
- 1972: Sandkastenspiele (Up the Sandbox)
- 1973: Tom Sawyers Abenteuer (Tom Sawyer)
- 1973: Die Schlacht um den Planet der Affen (Battle for the Planet of the Apes)
- 1974: Frankenstein Junior (Young Frankenstein)
- 1976: Flucht ins 23. Jahrhundert (Logan’s Run)
- 1976: Der Tag der Abrechnung (St. Ives)
- 1977: New York, New York
- 1978: Dreckige Hunde (Who'll Stop the Rain)
- 1978: Damien – Omen II (Damien: Omen II)
- 1978: Der Mann aus San Fernando (Every Which Way But Loose)
- 1980: Oh, Moses! (Wholly Moses!)
- 1980: Freibeuter des Todes (The Island)
- 1980: Der Jazz-Sänger (The Jazz Singer)
- 1985: Alice im Wunderland (Alice in Wonderland) (TV-Film)

## Auszeichnungen (Auswahl)
- 1974: Oscar-Nominierung in der Kategorie Bestes Szenenbild für Tom Sawyers Abenteuer
- 1977: Oscar-Nominierung in der Kategorie Bestes Szenenbild für Flucht ins 23. Jahrhundert